# Čehoslovačka kruna
Čehoslovačka kruna (češ. koruna československá) je valuta, koja je bila službeno sredstvo plaćanja u Čehoslovačkoj od 1918. do 1939. i od 1945. do 1993. godine. Službena lokalna oznaka u vrijeme između dva svjetska rata Čehoslovačke bila je Kč, a od 1945. Kčs. Međunarodna ISO 4217 slovna oznaka je bila CSK, a numerička 200.
Kruna se dijelila na 100 halera.
Kovanice halera su zbog inflacije postupno povlačene iz optjecaja, tako da je 1992. najmanja važeća kovanica bila deset halera.
Pri podjeli Čehoslovačke 1993. godine, podijeljena je i valuta na Češku krunu i Slovačku krunu. Zamjena je obavljena u odnosu 1:1.